# Bitka pri Cobleskillu
Bitka pri Cobleskillu je bil napad med ameriško revolucionarno vojno na obmejno naselje Cobleskill v New Yorku 30. maja 1778. Bitka se je odvijala v današnjem zaselku Warnerville v New Yorku, blizu sodobne srednje šole Cobleskill-Richmondville. Napad je zaznamoval začetek faze, v kateri so lojalisti in Irokezi, spodbujani in oskrbovani s strani britanskih oblasti v provinci Quebec, napadli in uničili številne vasi na takratni zahodni meji New Yorka in Pensilvanije.
Majhna skupina Irokezov je vstopila v Cobleskill in zvabila lokalne branilce v past, ki jo je postavila veliko večja skupina Irokezov in lojalistov pod poveljstvom Josepha Branta. Potem ko so ubili številne redne vojake in milico ter pregnali preostale, so Brantove sile uničile večino naselja. Mesece kasneje so se redni vojaki in milica pod poveljstvom podpolkovnika Williama Butlerja maščevali za Brantova dejanja proti Cobleskillu in drugim skupnostim z uničenjem dveh irokeških vasi ob reki Susquehanna. Leto kasneje so sile kontinentalne vojske med Sullivanovo ekspedicijo porušile 40 irokeških vasi.

## Ozadje
Po bitki pri Saratogi in neuspehu kampanje britanskega generalpodpolkovnika Johna Burgoyna za prevzem nadzora nad dolino reke Hudson je revolucionarna vojna v severnem delu New Yorka postala obmejna vojna. Britanski voditelji v provinci Quebec so podpirali lojalistične in indijanske partizanske borce z zalogami in orožjem. Pozimi 1777–78 sta mohawški poglavar Joseph Brant in seneški poglavar Sayenqueraghta razvila načrte za napad na obmejna naselja v New Yorku in Pensilvaniji. Februarja 1778 je Brant vzpostavil operativno bazo v Onaquagi blizu današnjega Windsorja v New Yorku. Do takrat, ko je maja 1778 začel svojo kampanjo, je rekrutiral mešanico irokeških in lojalističnih prostovoljcev, ki so jih ocenili na med dvesto in tristo. Eden od njegovih ciljev je bil pridobiti zaloge za svoje sile in sile majorja Johna Butlerja, ki je načrtoval napad na dolino Wyoming.
Leta 1778 je naselje Cobleskill sestavljalo dvajset družin, ki so živele na kmetijah, razpršenih vzdolž potoka Cobleskill. Bilo je del območja Schoharie, ki je bil pomemben vir hrane za vojna prizadevanja patriotov. Njegova glavna obramba je bila majhna lokalna milica pod stotnikom Christianom Brownom. Ko so se spomladi 1778 širile govorice o napadih Irokezov, je milica zaprosila za dodatno podporo. Polkovnik kontinentalne vojske Ichabod Alden je poslal četo tridesetih do štiridesetih mož iz svojega 7. massachusettskega polka pod kapitanom Williamom Patrickom, da bi okrepil milico.

## Bitka
Zjutraj 30. maja je Brant postavil past za branilce Cobleskilla. Naprej je poslal majhno število svojih bojevnikov kot vabo. Redni vojaki stotnika Patricka in lokalna milica so jih opazili blizu južnega roba naselja. Kljub opozorilu stotnika Browna, da sovražnik morda nastavlja past, je Patrick nadaljeval napredovanje, ko so se bojevniki umikali in se z njimi zapletel v tekočo bitko. Patrick je zasledovanje nadaljeval približno 1,6 kilometra. Brant je sprožil svojo past in Patrickovo četo je zajela Brantova večja sila. V bitki sta bila ubita tako Patrick kot njegov namestnik, pa tudi približno polovica njunih mož. Brown je zbral preostale sile in začel bojni umik nazaj v naselje. Pet moških se je zateklo v hišo Georgea Warnerja, ki so jo napadalci zažgali in ubili vseh pet. Skupno je bilo ubitih 22 rednih vojakov in miličnikov, osem jih je bilo ranjenih in pet ujetih. Trupla Patricka in nekaterih drugih so kasneje našli grozno pohabljena. Povojna trditev, da je Brantova sila utrpela 25 mrtvih je kanadski zgodovinar Gavin Watt označil za "zelo dvomljivo".

## Posledice
Med bitko so prebivalci Cobleskilla pobegnili iz svojih domov in se rešili. Brant in njegovi možje so pred umikom požgali deset hiš in pripadajoče gospodarske objekte. Vsi konji ali govedo, ki jih niso mogli vzeti s seboj, so bili ubiti.
Eden od ujetnikov iz 7. Massachusettsa, poročnik Jonathan Maynard, je kasneje trdil, da mu je Brant prizanesel življenje. Po Maynardovih besedah so se Brantovi bojevniki pripravljali mučiti in sežgati svoje ujetnike, ko je Brant opazil masonske simbole, označene s črnilom na Maynardovih rokah. Brant je ustavil usmrtitve in Maynard ter ostali so bili najprej odpeljani kot ujetniki v Fort Niagara, kasneje pa v Montreal. Izmenjan je bil decembra 1780. Maynardov opis je povezan v knjigi Williama Denslowa 10,000 Famous Freemasons skupaj z zgodbami petih drugih prostozidarjev, ki jih je Brant prav tako rešil med vojno. Brant je razmišljal o nadaljevanju napada na Cobleskill z napadom na Cherry Valley, vendar se je umaknil v Onaquago, ker je bila milica v visoki pripravljenosti.
Brant je nadaljeval z novačenjem lojalistov in domorodnih prostovoljcev ter z napadi na obmejne skupnosti v dolinah Mohawk in Schoharie Creek. Guverner New Yorka George Clinton, ki je razmišljal o operacijah proti Onaquagi, je te načrte razširil po napadu na Cobleskill in Brantovem napadu na German Flatts septembra. Oktobra 1778 so kontinentalne in miličniške sile uničile Onaquago in Unadillo, še dve domorodni vasi, ki je podpirala Branta in Butlerja. Novembra je bila Cherry Valley prizorišče pokola s strani sil, ki jih je delno vodil Brant.
Naseljenci Cobleskilla, ki so bili zaradi akcije obubožani, so prejeli 200 £ odškodnine za svoje težave. Naseljenci iz mnogih manjših skupnosti na območju so se začeli umikati v večje, bolje utrjene skupnosti, kot sta Cherry Valley (ki je po napadu začela graditi utrdbo) in Schenectady, New York. Ta akcija in kasnejše akcije Branta in Butlerja so prispevale k odločitvi Kontinentalnega kongresa, da odobri veliko ekspedicijo Kontinentalne vojske na ozemlje Irokezov. Pod poveljstvom generalov Johna Sullivana in Jamesa Clintona je ekspedicija leta 1779 sistematično uničila vasi irokeških plemen, ki so se borila za Britance,vendar ni veliko prispeval k zaustavitvi obmejne vojne.